# Otto Schiller
Otto Schiller (* 27. September 1901 in Krotoschin; † 11. Mai 1970) war ein deutscher Agrarwissenschaftler.

## Leben
Nach der Promotion zum Dr. phil. im Institut für Agrikulturchemie und Bakteriologie in Breslau 1922 war er von 1947 bis 1961 ordentlicher Professor für Agrarpolitik und Sozialökonomik des Landbaues an der Universität Hohenheim.

## Schriften (Auswahl)
- Das Agrarsystem der Sowjetunion. Entwicklung seiner Struktur und Produktionsleistung. Tübingen 1960, OCLC 1067454783.
- Entwicklungsphasen und Gegenwartsprobleme des Genossenschaftswesens in Südostasien. Göttingen 1964, OCLC 15270039.
- Agrarstruktur und Agrarreform in den Ländern Süd- und Südostasiens. Hamburg 1964, OCLC 1123804431.
- Kooperation und Integration im landwirtschaftlichen Produktionsbereich. Frankfurt am Main 1970, OCLC 5500233.